# Kdo je na světě nejmocnější
Kdo je na světě nejmocnější (Wer ist der Mächtigste auf Erden?) H 133 ist eine Ballettkomödie in einem Akt von Bohuslav Martinů. Sie entstand im Jahr 1923. Das Libretto verfasste der tschechische Komponist nach einem englischen Märchen indischen Ursprungs.
Die Uraufführung fand am 31. Januar 1925 in Brünn statt.

## Handlung
Ort der Handlung ist das Märchenland. Ein Mausevater will in Absprache mit seiner Frau die liebreizende Tochter verheiraten, jedoch nur mit dem Mächtigsten in der Welt. Während die Mutter Strümpfe stopft und der Vater Pfeife raucht, beobachten beide das Töchterchen bei der Morgentoilette und beraten über seine Zukunft. Alsbald begibt sich das Mäusefräulein zum Spiel mit seinen Geschwistern.